# 1508
Évszázadok: 15. század – 16. század – 17. század
Évtizedek: 1450-es évek – 1460-as évek – 1470-es évek – 1480-as évek – 1490-es évek – 1500-as évek – 1510-es évek – 1520-as évek – 1530-as évek – 1540-es évek – 1550-es évek
Évek: 1503 – 1504 – 1505 – 1506 –  1507 – 1508 – 1509 – 1510 – 1511 – 1512 – 1513

## Események

### Határozott dátumú események
- február 10. – I. Miksa felveszi a választott német-római császár címet.[1]
- június 4.  – Az alig kétéves II. Lajost – még apja életében[2] – Magyarország és Horvátország urává koronázzák.[3]
- december 10. – II. Gyula pápa, I. Miksa német-római császár, XII. Lajos francia király és II. Ferdinánd aragóniai király megköti a cambrai-i liga néven ismertté vált szövetséget, amely látszólag a törökök ellen irányult, valójában azonban a Velencei Köztársaság megtámadását és birtokainak felosztását célozta.[4]

### Határozatlan dátumú események
- Pestisjárvány pusztít Magyarországon.[5]

## Születések
- április 3. – Jean Daurat francia költő († 1588)
- április 5. – II. Ercole Este Modena, Reggio és Ferrara hercege († 1559)
- június 9. – Primož Trubar, az első szlovén nyelvű nyomtatott könyv szerzője († 1586)
- november 30. – Andrea Palladio észak-itáliai reneszánsz építész († 1580)

## Halálozások
- május 27. – Ludovico Sforza, Milánó korábbi hercege (* 1452)
- Isaac Abrabanel zsidó filozófus és teológus (* 1437)